# Familia Nysa
Familia de asteroizi Nysa (cunoscută și ca familia Hertha sau ca familia Polana) reprezintă un grup de asteroizi ce fac parte din centura principală a Sistemului Solar, ei orbitând Soarele între 2,41 și 2,5 AU. Asteroizii Nysieni au excentricități orbitale cuprinse între 0,12 și 0,21 și înclinații orbitale de la 1,4° până la 4,3°. Această familie își ia numele de la cel mai mare membru al său, 44 Nysa.

## Subcategorii
Asteroizii ce fac parte din această familie sunt împărțiți în două mari subcategorii, în funcție de compoziția lor minerală: Nysa și Polana. Cu excepția lui 44 Nysa și a lui 135 Hertha, toți ceilalți asteroizi din subcategoria Nysa sunt asteroizi de tip S. Cei ce fac parte din subcategoria Polana sunt asteroizi de tip F.

## Asteroizii nysieni
| Nume             | s.m (u.a.) | e     | î      |
| ---------------- | ---------- | ----- | ------ |
| 44 Nysa          | 2,423      | 0,149 | 3,703° |
| 135 Hertha       | 2,428      | 0,206 | 2,306° |
| 142 Polana       | 2,418      | 0,136 | 2,238° |
| 750 Oskar        | 2,444      | 0,13  | 3,952° |
| 2984 Chaucer     | 2,47       | 0,135 | 3,054° |
| 2391 Tomita      | 2,44       | 0,134 | 3°     |
| 2509 Chukotka    | 2,455      | 0,193 | 2,85°  |
| 2710 Veverka     | 2,425      | 0,129 | 3,11°  |
| 3048 Guangzhou   | 2,398      | 0,144 | 1,93°  |
| 3069 Heyrovsky   | 2,352      | 0,242 | 1,670° |
| 3172 Hirst       | 2,427      | 0,222 | 3,64°  |
| 3467 Bernheim    | 2,409      | 0,148 | 4,11°  |
| 3952 Russellmark | 2,384      | 0,155 | 1,95°  |
| 4797 Ako         | 2,143      | 0,183 | 1,81°  |
| 5075 Goryachev   | 2,41       | 0,17  | 1,3°   |
| 5394 Jurgens     | 2,38       | 0,16  | 1,7°   |
| 7629 Foros       | 2,37       | 0,23  | 1,9°   |
| 7655 Adamries    | 2,42       | 0,14  | 4,0°   |
| 7866 Sicoli      | 2,428      | 0,209 | 3,48°  |
| 9922 Catcheller  | 2,4        | 0,21  | 1,6°   |